# La Montagne aux mille regards
La Montagne aux mille regards (Engels: The Mountain of a Thousand Looks) is een Franse film uit 2021, geregisseerd door Bastien Verney en geschreven door David Chamberod.

## Synopsis
Tijdens hun zomervakantie besluiten studenten om naar een chalet in de Maurienne-vallei te gaan om een weekend door te brengen.
Ze bezoeken de geïsoleerde citadel, die voor hen steeds mysterieuzer lijkt, voordat ze begrijpen dat het een spookkasteel is en dat ze vastzitten door een geheim genootschap dat de broederschap van de Verlichting wordt genoemd.

## Rolverdeling[5][6]
| Acteur          | Personage                    |
| --------------- | ---------------------------- |
| Aurore Péron    | Éléonore                     |
| Lilou Collet    | Oxanna                       |
| Baptiste Ratel  | Veek                         |
| Emmanuel Pétoud | Chris                        |
| Lisa Excoffon   | Lisa                         |
| Daniel Gros     | Lumina                       |
| Aimé Traversaz  | Mr. Singulas                 |
| Adrien Torrent  | vader van Éléonore en Oxanna |

## Productie
De filmopnames gingen van start in 2017 in Saint-Jean-de-Maurienne (Gérard-Philipe-theater) en er werd vervolgings in de gemeenten Valloire (fort du Télégraphe), Chambéry (universiteit Savoie Mont Blanc), Orelle (museum van de hoofdstad), Saint-Michel-de-Maurienne, Modane (station) en Saint-Martin-de-la-Porte gefilmd.